# Euselasia lysimachus
Euselasia lysimachus is een vlindersoort uit de familie van de prachtvlinders (Riodinidae), onderfamilie Euselasiinae.
Euselasia lysimachus werd in 1888 beschreven door Staudingerl.